# The Spenders
The Spenders (o The Respondent) è un film muto del 1921 diretto da Jack Conway che si basa su The Spenders: A Tale of the Third Generation, romanzo di Harry Leon Wilson pubblicato a Boston nel 1902.

## Trama
A Montana City, dopo la morte di Daniel J. Bines, un costruttore diventato milionario con l'edilizia, a ereditare la fortuna del padre sono i suoi due figli, Percy e Psyche, che adesso vogliono lasciare la provincia per trasferirsi a New York. Dopo aver incontrato la bella Avice Milbrey, che è passata in città insieme Rulon Shepler, un finanziere di Wall Street, Percy è sempre più deciso a partire per New York. Zio Peter, il fondatore delle fortune della famiglia, non è d'accordo sul fatto che i ragazzi lascino la loro città. A New York, infatti, Percy viene preso di mira da Shepler che, geloso delle attenzioni che Avice gli riserva, cerca di rovinarlo e di distruggere la sua reputazione. Zio Peter, in trasferta a New York, senza che gli altri ne sappiano niente, riuscirà a mettere a posto gli affari di Percy e salverà anche il padre di Avice dalla rovina finanziaria e dai suoi debiti con Shepler. Infatti, quando la crisi arriva, Percy - credendo di essere in bancarotta - si cerca un lavoro in un garage. Ma zio Peter gli recupera la sua fortuna. Percy può così sposare Avice mentre Psyche sposa Lord Mauburn, il suo fidanzato e tutti quanti, felici e contenti, tornano nella tranquilla e serena Montana City.

## Produzione
Il film fu prodotto dalla Benjamin B. Hampton Productions e Great Authors Pictures.

## Distribuzione
Una fonte riporta che il film uscì nelle sale degli Stati Uniti l'11 dicembre 1920 ma, secondo i dati della W.W. Hodkinson - la compagnia distributrice del film attraverso la Pathé Exchange - fu distribuito nel gennaio 1921.
Non si conoscono copie ancora esistenti della pellicola che viene considerata presumibilmente perduta.